# Niesie nas wiatr
Niesie nas wiatr (hind. Hava Aney Dey, ang. Let The Wind Blow) – nagrodzony na festiwalach indyjski film z 2003 roku zrealizowany na przedmieściach Mumbaju w Vikhroli and Andheri we współpracy z Francją. Jego premiera odbyła się na Festiwalu Filmowym w Berlinie.

## Obsada
- Aniket Vishwasrao - Arjun
- Nishikant Kamat - Chabia
- Tannishtha Chatterjee - Mona
- Rajshree Thakur - Salma
- Hridaynath Jadhav - Anil
- Yogesh Vinayak Joshi - Yogi
- Chinmay Kelkar - Sanju
- Tejas D. Parvatkar - Sudhir
- Deepak Qazir - Employment Agent
- Niaal Saad - Rohit
- Pubali Sanyal - Illa
- Ganesh Yadav - Sudhakar